# Сварчевський Анатолій Вацлавович
Анатолій Вацлавович Сварчевський — український історик, археолог, краєзнавець, художник, реставратор, журналіст, громадський діяч. Член Європейської Асоціації Археологів (ЄАА), голова Вінницького церковно-історичного комітету, член Спілки краєзнавців України, член Національної Спілки журналістів України. Автор понад 50 монографій та понад 100 публікацій з історії, археології, етнології та проблематики утвердження раннього Християнства Поділля. Учасник міжнародних, регіональних та науково-практичних симпозіумів, конференцій та семінарів. Керівник сезонних охоронно-археологічних розкопок Лядівського скельного монастиря 2007-2012 років. Автор-керівник проекту художньої та історичної концепції відродження 1000-річного Лядівського скельного монастиря 2006-2013 років. Художній консультант з тематичного оформлення ювілейної монети номіналом 20 гривень — “Лядівський Свято-Усікновенський скельний монастир — 1000 років”. Учасник ArtVilnius — найбільшої мистецької виставки, яка розпочалася у 2009 році та була однією з найважливіших подій у проекті “Вільнюс — Європейська столиця культури”. У 2019 році став акредитованим консерватором-реставратором (ACR) міжнародного інституту Icon (категорії В.).

#### Біографія
Анатолій Сварчевський народився 1971 року у місті Вінниці у родині інженерів. З дитинства виявляв інтерес до історії, археології та мистецтва. 1988 року закінчив Вінницьку художню школу ім. Н.К. Реріха. У 1993 році вступив до Московського Історико-архівного інституту РДГУ на Кафедру регіональної історії та краєзнавства, де вивчав історію Поділля та Лядівського скельного монастиря. У 1998 році захистив дипломну роботу на тему “Лядівський скельний монастир у контексті історії Поділля”. 1999 року був обраний головою Вінницького церковно-історичного комітету, який займається вивченням, охороною та популяризацією пам'яток церковної історії та культури на території Вінницької області. 2000 року закінчив повний курс Московського Заочного Народного Університету Мистецтв при відділенні декоративно-оформлювального мистецтва – факультет образотворчого мистецтва. У 2001 році став членом Спілки краєзнавців України, а у 2002 році – членом Національної Спілки журналістів України.

#### Наукова та громадська діяльність
Основна наукова спеціалізація Анатолія Сварчевського – історія, археологія, етнологія та проблематика утвердження раннього Християнства на Поділлі. Він є автором понад 50 монографій та понад 100 публікацій на цю тематику, у тому числі:
• “Лядівський скельний монастир: історія та сучасність” (2003);
• “Поділля в епоху Великого переселення народів” (2004);
• “Свято-Усекновенський Лядівський монастир – 1000 років” (2006);
• “Подільські князі в історії України” (2007);
• “Поділля в епоху Київської Русі” (2008);
• “Поділля в епоху Литовсько-Польської держави” (2009);
• “Поділля в епоху Речі Посполитої” (2010);
• “Поділля в епоху Російської імперії” (2011);
• “Поділля в епоху Радянського Союзу” (2012);
• “Поділля в епоху незалежної України” (2013).
Анатолій Сварчевський також бере активну участь у міжнародних, регіональних та науково-практичних симпозіумах, конференціях та семінарах, присвячених історії, археології та культурі Поділля та суміжних регіонів. Він є інспектором археології "Подільської археологічної експедиції", яка проводить систематичні дослідження пам'яток давнини на території Вінницької, Хмельницької, Тернопільської та Херсонської областей. Він також багаторічний учасник міжнародних археологічних сезонних експедицій у країнах Балтії, зокрема у Литві, Латвії та Естонії. З 2018 року він є членом Європейської Асоціації Археологів (ЄАА), найбільшої професійної організації археологів у Європі.
Одним із головних проектів Анатолія Сварчевського є художня та історична концепція відродження 1000 річного Лядівського скельного монастиря 2006-2013рр. Автор проекту Поштового блоку України "Свято-Усікновенський Лядівський монастир –1000". Художній консультант з тематичного оформлення ювілейної монети номіналом 20 гривень – "Лядівський Свято-Усікновенський скельний монастир – 1000 років".

#### Художня та реставраційна діяльність
Анатолій Сварчевський не лише досліджує історію та культуру Поділля, а й творчо відтворює її у своїх мистецьких творах. Він працює у різних жанрах та техніках, у тому числі живопису, графіці, скульптурі, фотографії, колажі, інсталяції, відеоарті та перформансі. Його роботи відображають його інтерес до стародавніх цивілізацій, релігії, міфології, символіки, езотерики та містики. Він також займається реставрацією та консервацією пам'яток мистецтва, архітектури та археології, застосовуючи сучасні методи та технології. У 2019 році він став акредитованим консерватором-реставратором (ACR) міжнародного інституту Icon (категорії В.), що свідчить про його високий професіоналізм та компетентність у цій галузі.
Анатолій Сварчевський брав участь у багатьох персональних та колективних виставках в Україні та за кордоном, у тому числі у Литві, Латвії, Польщі, Ізраїлі та Канаді. Він також брав участь у різноманітних мистецьких фестивалях, бієнале, трієнале, арт-форумах та арт-проектах. Однією з найважливіших подій у його художній кар'єрі була участь у ArtVilnius – найбільшій художній виставці, яка розпочалася у 2009 році та була однією з найважливіших подій у проекті “Вільнюс – Європейська столиця культури”. На цій виставці він представив свої роботи у рамках проекту “Арт Лабаз Україна”, який поєднував українських художників різних напрямків та стилів. Його роботи також входять до постійних та приватних колекцій в Україні та за кордоном.